# 코르테스주

코르테스 주의 위치

코르테스주(스페인어: Cortés)는 온두라스 북서부에 위치한 주로 주도는 산페드로술라이며 면적은 3,954km2, 인구는 1,365,497명(2005년 기준)이다. 1893년 산타바르바라 주와 요로 주의 일부를 통합하여 신설되었으며 12개 지방 자치체를 관할한다. 북쪽으로는 온두라스 만과 접하며 서쪽으로는 과테말라와 국경을 접한다.